# Stalla

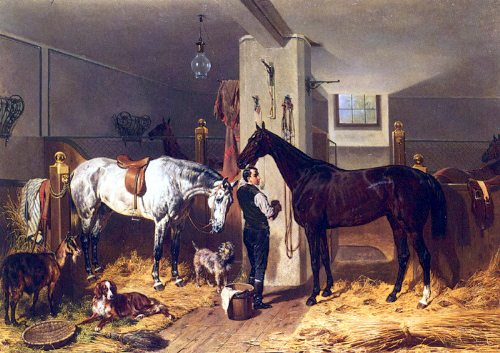
Franz Adam, La stalla.

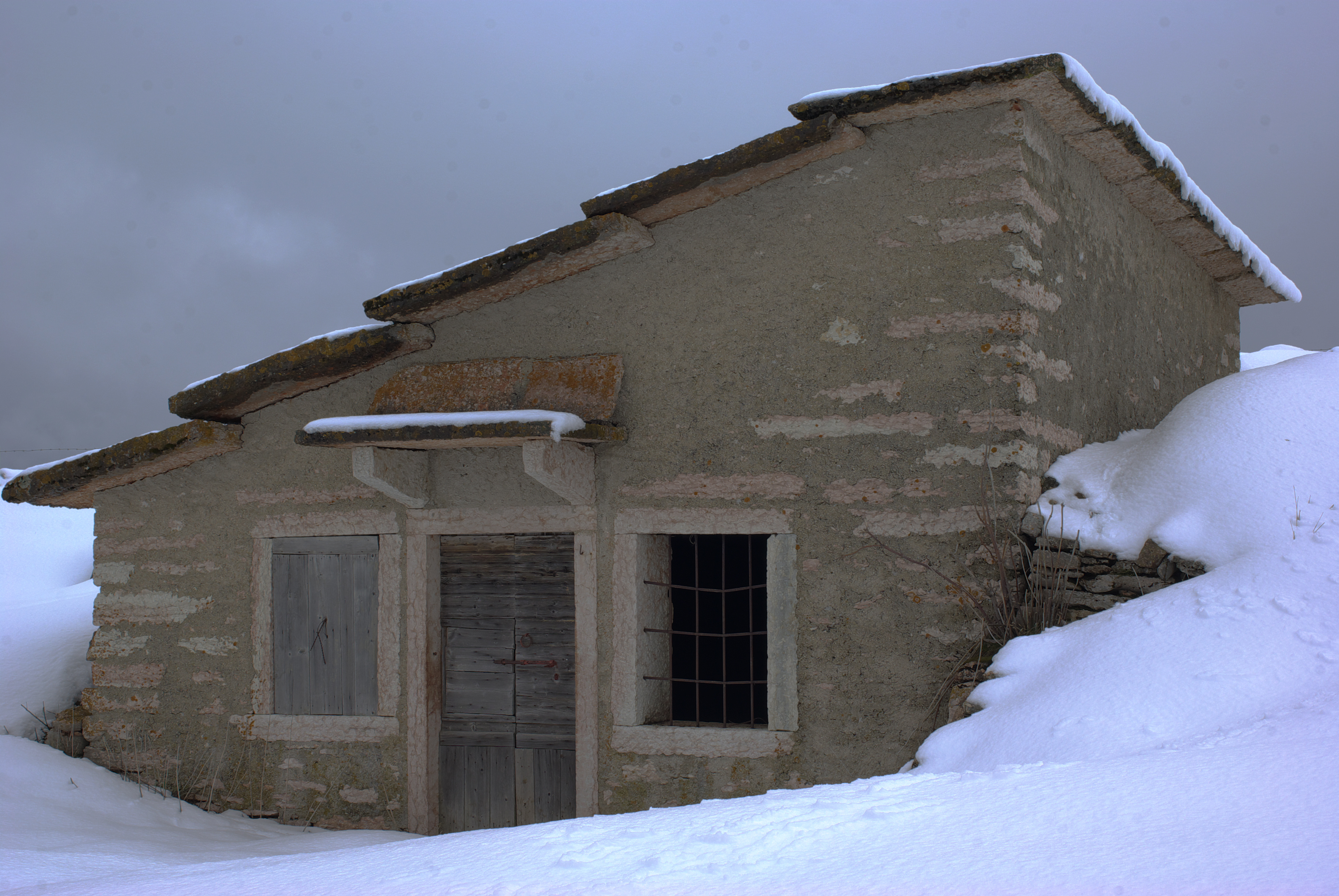
Una stalla per bovini.

La stalla (dal latino stabulum, i) è un edificio adibito a luogo di ricovero per animali. 
In particolar modo per "stalla" spesso si intende il luogo adibito alla manutenzione, foraggiatura e riposo dei bovini.
Per altri animali da fattoria la stalla assume nomi precisi:
- Per i suini (maiali e simili) viene chiamata porcile
- Per gli ovini viene chiamata ovile
- Per i caprini viene chiamata caprile
- Per il pollame in generale viene chiamata pollaio
- Per i conigli è una conigliera
- Per gli equini è una scuderia
- Per i bovini, viene comunemente chiamata "stalla"

## Struttura standard di una stalla
Una stalla viene solitamente progettata in base all'animale specifico che dovrà usufruirne mantenendo però alcune caratteristiche fondamentali.
Ogni costruzione del genere deve avere due scopi fondamentali: fornire all'animale tutto ciò di cui ha bisogno senza aiuto esterno ed impedire che esso scappi, oltre che preservarlo dagli agenti atmosferici.
Per poter far ciò tutte le stalle sono solitamente recintate, chiuse o provviste di aree perimetrate per singoli capi o per gruppi di capi; e provviste di una zona in cui ogni animale può nutrirsi (spesso definita mangiatoia).
Per i bovini si distinguono due principali tipologie di stalla: a stabulazione fissa, dove gli animali occupano sempre lo stesso spazio (detto posta) e sono legati ad una rastrelliera, e a stabulazione libera, forma di stabulazione più diffusa, dove I bovini sono liberi di muoversi all'interno degli spazi delimitati, idoneamente dimensionati per garantire il benessere animale e migliori condizioni igienico-sanitarie.

### Criteri di costruzione
I criteri di costruzione devono primariamente fare riferimento ad imposizioni normative che riguardano impatto sull'ambiente, benessere animale, qualità igienico-sanitaria, salute e sicurezza dei lavoratori, assetto urbanistico e paesaggio. Notoriamente sono i seguenti:

#### Orientamento
L'orientamento della stalla, ovvero la direzione dell'asse maggiore del fabbricato rispetto ai punti cardinali, ha un ruolo importante nel determinare le condizioni microclimatiche presenti all'interno del ricovero e va scelto privilegiando il periodo dell'anno più delicato per questi animali, cioè l'estate che con le calure che porta con sé, rischia di danneggiare lo stato del animale.

#### Forma e dimensioni dell'edificio
La struttura portante, travi e pilastri, è composta da prefabbricati (acciaio, legno o calcestruzzo armato). La tettoia (a doppia o singola falda con salto di falda se la stalla è molto larga) presenta una certa pendenza (meglio 25-35%) ed è spesso provvista al suo colmo di una superficie in comunicazione con l'ambiente esterno attraverso il cupolino, sistema più diffuso in Italia, tettoie a falda scorrevole, falde provviste di deflettori o ventilation group.

#### Ventilazione
La ventilazione può essere attiva o passiva. Nel periodo estivo, quando la ventilazione passiva risulta insufficiente, è utile il ricorso a ventilatori elettrici di vari tipi e dimensioni (c.d. elicotteri, a tunnel, ecc).

#### Pavimento
Molto importante per il benessere degli animali, dovrebbe essere antiscivolo, non abrasivo, privo di bordi aguzzi, non troppo duro. Le soluzioni anche in questo caso sono molteplici (gomma, calcestruzzo, malta resinosa).

#### Altri ambienti di una stalla
- Fienile
- Pagliaio
- Silos
- Letamaio